# Večje Brdo
Večje Brdo – wieś w Słowenii, w gminie Dobje. W 2018 roku liczyła 65 mieszkańców.